# キリスト教史学会
キリスト教史学会（きりすときょうしがっかい、英語: The Society Of Historical Studies Of Christianity, Japan (SHSC)）は、日本の学術研究団体の一つ。

## 概要
1949年4月1日設立。学術研究団体としての種別は単独学会。
キリスト教史研究者およびその関係者をもって組織し、キリスト教史学の発展を期する。。
国内においては日本宗教学会に加入している。

## 沿革
- 1949年 - 基督教史学会設立。
- 1963年 - キリスト教史学会に改称。

## 刊行物

### キリスト教史学
- 誌名（和文）：キリスト教史学
- 誌名（欧文）：The Journal of History of Christianity
- 創刊年：1951
- 資料種別：ジャーナル（査読付き論文を含む）
- 使用言語：日本語（英文抄録あり）
- 発行形態：印刷体
- 著作権帰属先：学会
- クリエイティブコモンズ：定めていない
- 購読：有料